# Званенбург
Званенбург (нід. Zwanenburg, нід. вимова: [ˈzʋaːnə(m)bʏr(ə)x]) — місто в нідерландській провінції Північна Голландія. Входить до муніципалітету Гарлеммермер.
Його площа становить 7,17 км², а населення станом на 2021 рік складало 7 935 осіб.

## Історія
Цваненбург отримав свою назву від Gemeenlandshuis Zwanenburg, колишньої штаб-квартири Hoogheemraadschap Rijnland, водного управління, штаб-квартира якого розташовувалася в Хальфвег, на іншому березі каналу, відомого сьогодні як Рінгваарт. До 19 століття Цваненбург був під водою. Коли насосна станція на Хальфвезі зробила землю придатною для будівництва, робітники, які оселилися на Хальфвезі, придбали цю дешеву землю під дамбою для своїх будинків.  Інфраструктура, що зв'язувала Хальфвег з Гарлемом та Амстердамом, була вже досить хорошою, тож Цваненбург став справжнім приміським містом. Халфвег також був місцем розташування цукрового заводу Халфвег, вперше відкритого в 1863 році, який слугував роботодавцем для мешканців Цваненбургу протягом більш ніж століття. З цієї причини історію Цваненбурга не можна розглядати окремо від історії Хальфвега.

## Галерея

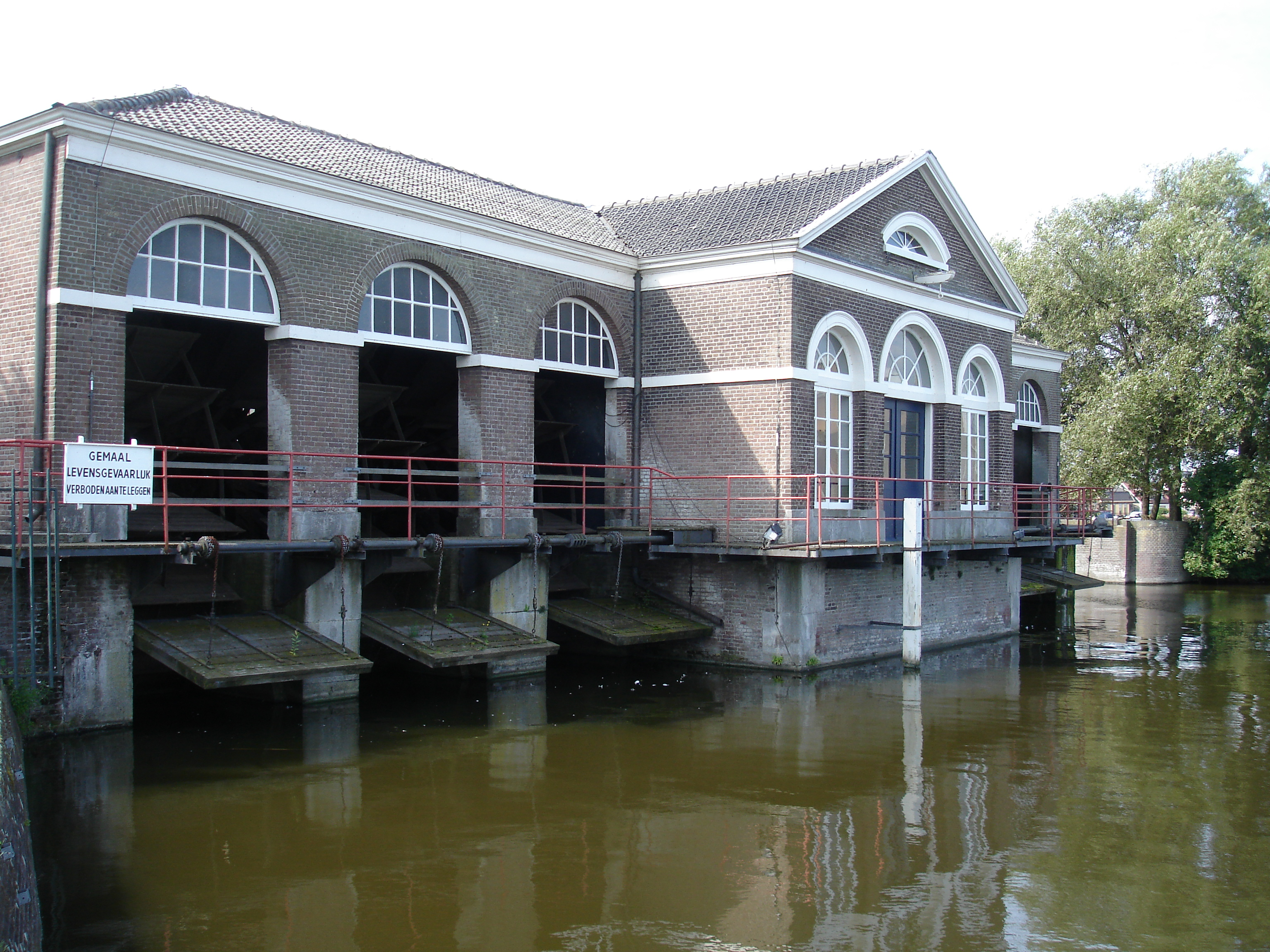
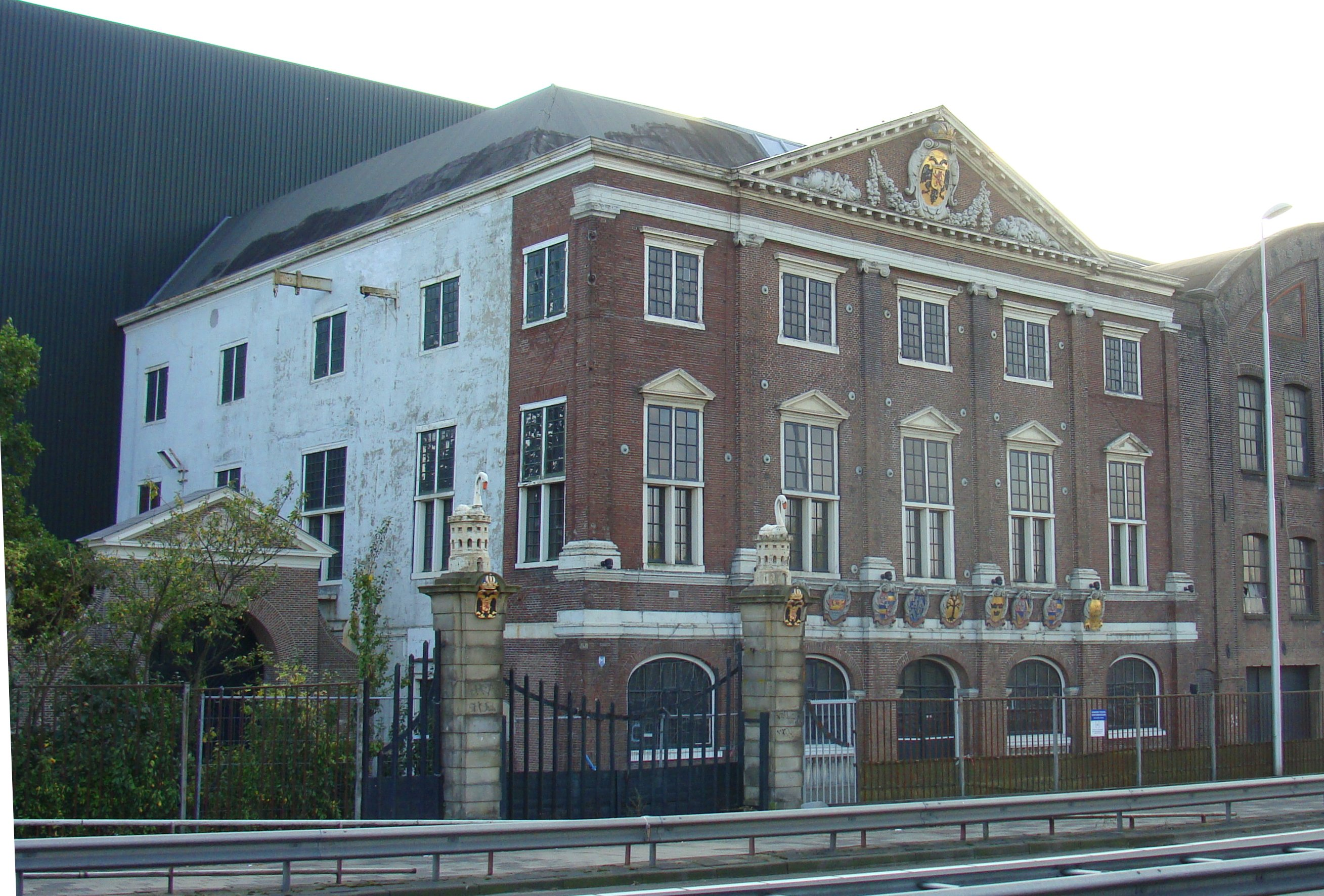
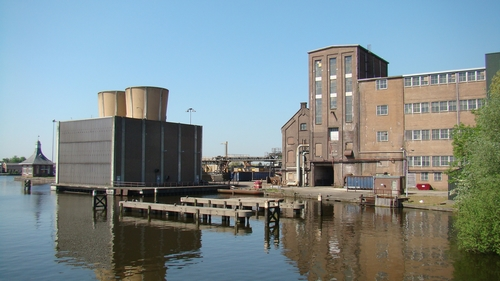
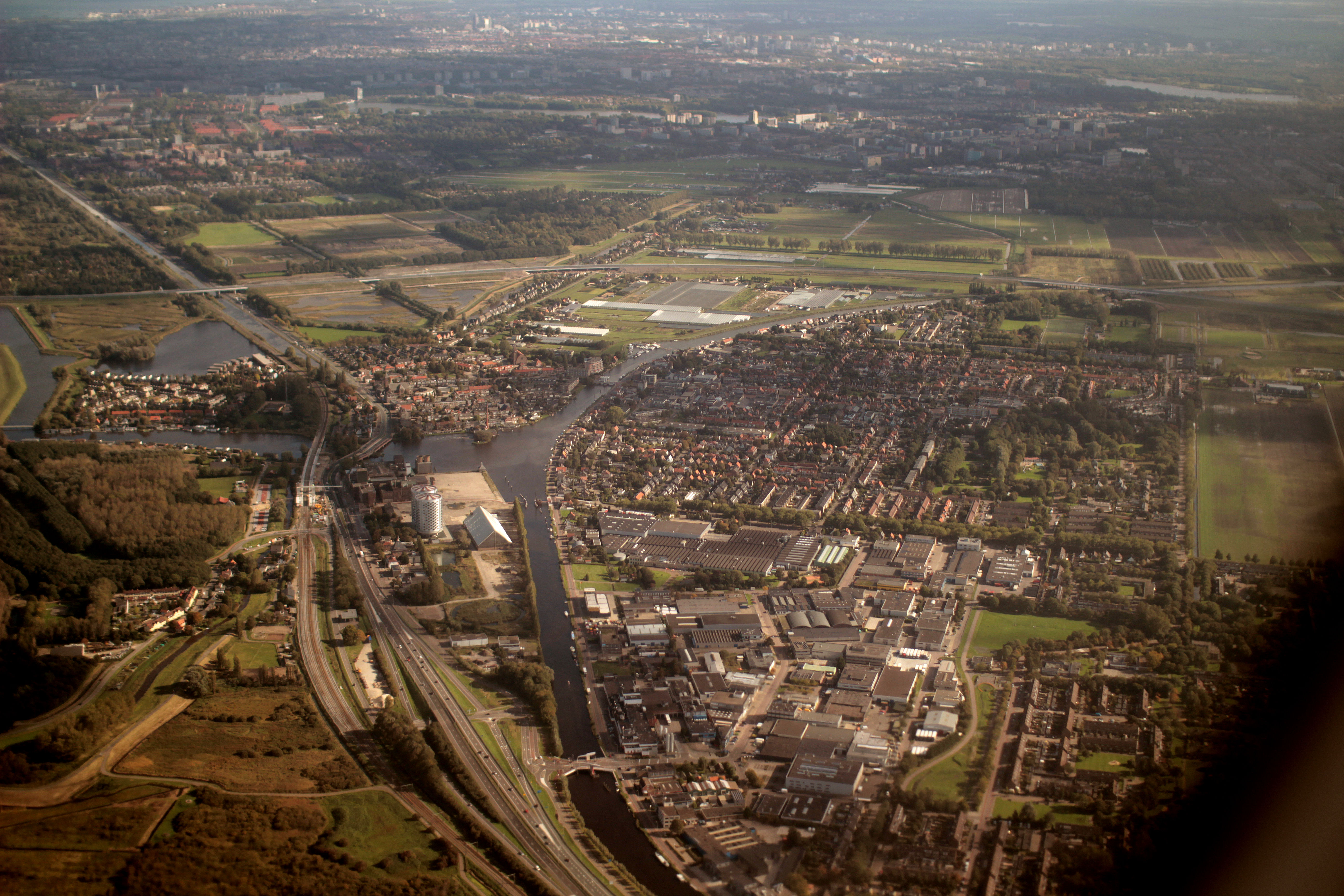